# Cratere Al-Marrakushi
Al-Marrakushi è un cratere lunare di 8,57 km situato nella parte sud-orientale della faccia visibile della Luna.